# Liste der Nummer-eins-Hits in Irland (1984)
Diese Liste enthält alle Nummer-eins-Hits in Irland im Jahr 1984. Es gab in diesem Jahr 20 Nummer-eins-Singles.
| Singles |
| --- |
| - The Flying Pickets – Only You - 5 Wochen (17. Dezember 1983 – 20. Januar 1984) - Paul McCartney – Pipes of Peace - 2 Wochen (21. Januar – 3. Februar) - Shakin’ Stevens & Bonnie Tyler – A Rockin’ Good Way - 1 Woche (4. Februar – 10. Februar) - Queen – Radio Ga Ga - 1 Woche (11. Februar – 17. Februar) - Cyndi Lauper – Girls Just Want to Have Fun - 2 Wochen (18. Februar – 2. März) - Nena – 99 Red Balloons - 4 Wochen (3. März – 30. März) - Lionel Richie – Hello - 4 Wochen (31. März – 27. April) - Phil Collins – Against All Odds (Take a Look at Me Now) - 2 Wochen (28. April – 11. Mai) - Duran Duran – The Reflex - 2 Wochen (12. Mai – 25. Mai, insgesamt 3 Wochen) - The Pointer Sisters – Automatic - 1 Woche (26. Mai – 1. Juni) - Duran Duran – The Reflex - 1 Woche (2. Juni – 8. Juni, insgesamt 3 Wochen) - Wham! – Wake Me Up Before You Go-Go - 2 Wochen (9. Juni – 22. Juni) - Frankie Goes to Hollywood – Two Tribes - 5 Wochen (23. Juni – 27. Juli, insgesamt 7 Wochen) - Neil – Hole in My Shoe - 1 Woche (28. Juli – 3. August) - Frankie Goes to Hollywood – Two Tribes - 2 Wochen (4. August – 17. August, insgesamt 7 Wochen) - George Michael – Careless Whisper - 3 Wochen (18. August – 7. September) - Stevie Wonder – I Just Called to Say I Love You - 5 Wochen (8. September – 12. Oktober) - Culture Club – The War Song - 2 Wochen (13. Oktober – 26. Oktober) - Wham! – Freedom - 3 Wochen (27. Oktober – 16. November) - Chaka Khan – I Feel for You - 2 Wochen (17. November – 30. November) - Jim Diamond – I Should Have Known Better - 2 Wochen (1. Dezember – 21. Dezember) - Band Aid – Do They Know It’s Christmas? - 5 Wochen (22. Dezember 1984 – 25. Januar 1985) |

Siehe auch: Nummer-eins-Hits 1984 in  Australien, Belgien, Dänemark, Deutschland, Finnland, Frankreich, Italien, Japan, Kanada, Neuseeland, den Niederlanden, Norwegen, Österreich, Schweden, der Schweiz, Spanien, den Vereinigten Staaten und im Vereinigten Königreich.